# Seix
Seix is een gemeente in het Franse departement Ariège (regio Occitanie) en telt 697 inwoners (1999). De plaats maakt deel uit van het arrondissement Saint-Girons.

## Geografie
De oppervlakte van Seix bedraagt 89,6 km², de bevolkingsdichtheid is 7,8 inwoners per km².
De onderstaande kaart toont de ligging van Seix met de belangrijkste infrastructuur en aangrenzende gemeenten.

## Demografie
Onderstaande figuur toont het verloop van het inwonertal (bron: INSEE-tellingen).

Vanwege een beveiligingsprobleem met de MediaWiki Graph-software is het momenteel niet mogelijk deze grafiek weer te geven. Zodra de software is bijgewerkt zal de grafiek vanzelf weer zichtbaar worden.